# Condylostylus albifrons
Condylostylus albifrons är en tvåvingeart som beskrevs av Octave Parent 1932. Condylostylus albifrons ingår i släktet Condylostylus och familjen styltflugor. Inga underarter finns listade i Catalogue of Life.